# Карлов, Антон Георгиевич
Анто́н Гео́ргиевич Ка́рлов (род. 27 января 1950, Ишимбай, Башкирская АССР) — советский украинский, затем российский учёный и изобретатель, 	инженер-исследователь, преподаватель высшей школы. Кандидат технических наук (1983). Доцент кафедры «Приборные системы и автоматизация технологических процессов» Политехнического института Севастопольского государственного университета.   «Изобретатель СССР». Автор более 150 научных публикаций, в том числе 5 учебных пособий и 22 авторских свидетельств и патентов на изобретения.

## Семья и детство
Родился 27 января 1950 года в городе Ишимбай, Башкирская АССР в семье строителей. С детства любил фантазировать, придумывать что-то новое. Мечта создавать машины, которые автоматически будут выполнять тяжелую и монотонную работу вместо людей, казалась привлекательной. Увлекался музыкой и играл на пианино, занимался футболом.
Был принят в кандидаты в действительные члены МАН (Малой Академии Наук) Крыма по секции математики. Посещал на Станции Юных Техников (СЮТ) в Симферополе теоретические занятия по кибернетике, которые проводил доцент Симферопольского пединститута В. Н. Касаткин.

## Образование
Окончил Симферопольскую школу № 40. В 1967 году поступил учиться в Севастопольский приборостроительный институт на специальность «Автоматизация и комплексная механизация машиностроения». В 1972 году окончил институт с красным дипломом. Проходил практику в механических мастерских, а также в совхозах и колхозах. Работал в цехах Ульяновского моторного завода, был дублером конструктора на Киевском заводе Реле и Автоматики. Во время учёбы подрабатывал грузчиком, на ремонтных работах, трудился в стройотрядах.
Под руководством Ямпольского Леонида Стефановича, доцента, кандидата технических наук, заведующего кафедрой АКМ, подготовил и защитил в Ленинградском политехническом институте кандидатскую диссертацию по новой научной специальности «Роботы и манипуляторы» 1 ноября 1983 года.

## Карьера
После защиты диплома инженера-механика был оставлен работать на кафедре. Карлов А. Г. был принят инженером-исследователем на работу в СПИ на кафедру АКМ, где продолжает работать по сей день. Начинал с должности инженера-исследователя, несколько лет занимался кафедральной техникой для учебного процесса. Потом поступил в аспирантуру. После защиты диссертации стал доцентом, работал заместителем декана по воспитательной работе, потом был избран на должность декана факультета «Технологии и автоматизации машино-приборостроения и транспорта». Деканом проработал пять лет, после чего вернулся в заведующие кафедрой.
С 2001 года начал сотрудничать с компанией ООО «Камоцци Пневматика»: работал научным сотрудником научно-учебного центра, обучал клиентов компании работе с комплектующими, техникой автоматизации, которую компания производит и внедряет напредприятий РФ и других стран. Большая часть руководящего состава и конструкторов компании — выпускники кафедры «Приборные системы и автоматизация технологических процессов». Генеральный директор Кистиченко Алексей Алексеевич — выпускник кафедры АКМ 1985 года. В Москве находится завод и конструкторско-технологические подразделения, которые реализуют проекты автоматизации для заказчиков практически всех отраслей промышленности РФ. Здесь же расположен один из крупнейших в восточной Европе складов комплектующих пневмоавтоматики для производств РФ.
Перевел книгу «Пневматика для всех». Стал научным сотрудником (по совместительству) Учебно-научного центра компании. Проводил семинары для клиентов, ездил с сотрудниками УНЦ по предприятиям, где внедрялась продукция компании. Проводил семинары для школьников в лагере Артек, а также экскурсии по производственным подразделениям предприятия в Симферополе.

## Научная деятельность
В 1983 году защитил кандидатскую диссертацию «Разработка и исследование промышленных роботов с цифровыми пневмоприводами для автоматизации сборочных процессов» по специальности «Роботы и манипуляторы» в Ленинградском политехническом институте на кафедре «Автоматы и полуавтоматы». В автореферате диссертации числилось 11 патентов, причем половина из них были внедрены на предприятиях и заводах в Нальчике, Великом Новгороде и Харькове.
При ректоре Михаиле Захаровиче Лавриненко попросил запустить пробную дисциплину «Теория решения изобретательских задач» и с 1996 года практически каждый год читает студентам этот курс на нескольких кафедрах и предприятиях, где обучает конструкторов. Курс направлен на формирование компетенций нетривиального изобретательского мышления.

## Общественная деятельность
С 2005 по 2022 гг. был заместителем председателя жюри Международного салона изобретений и новых технологий «Новое время» в г. Севастополе. В 2016 году был приглашён на Всероссийский инженерный конкурс в Санкт-Петербургский политехнический университет им. Петра Великого , а в 2020 году в Крымский Федеральный Университет им. Вернадского в Симферополе для проведения траектории «Теория решения изобретательских задач».

## Награды
Свои первые авторские свидетельства на изобретения получил в начале 1970-х, когда уже работал на кафедре АКМ Севастопольского приборостроительного института. Одно из первых внедренных изобретений позволило получить почетный знак «Изобретатель СССР».
Карлов и Шпаковский получили золотые медали за разработку технологии целевого изобретательства с использованием алгоритма решения проблем и программного обеспечения Solving Mill. Также они были отмечены за создание методики организации творческих конкурсов для быстрого поиска инновационных решений в промышленности.
Книга А. Г. Карлова «Идеи, изобретения, инновации в сфере автоматизации технологий и технических систем», написанная в соавторстве с Николаем Шпаковским (Минск), стала призёром Национального конкурса «Книга года» в номинации «Учебник XXI века». Церемония награждения состоялась 4 сентября 2019 года в Москве, в Театральном центре на Страстном бульваре.

## Личная жизнь
С супругой вместе учились, в 1969 году поженились. Сейчас у них двое сыновей и дочь, тринадцать внуков и одна правнучка.
Своим учителем считает Николая Хоменко, памяти которого посвятил свое пособие «Идеи, изобретения, инновации в сфере автоматизации технологий и технических систем», а также мемуары «Памяти Человека с большим сердцем, Мастера-решателя проблем»